# Édouard VIII (timbre)
Pour les articles homonymes, voir Édouard du Royaume-Uni.

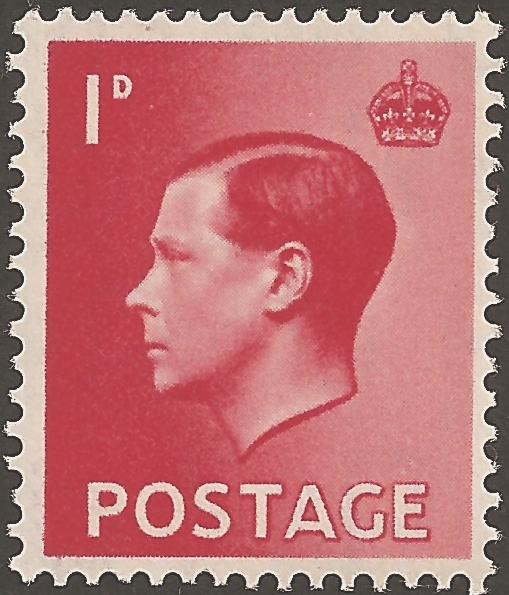
Un des quatre timbres britanniques de 1936.

Le roi Édouard VIII du Royaume-Uni est apparu sur une seule émission de timbres-poste, au Royaume-Uni, au cours de son court règne en 1936.
Les postes des dominions et colonies de l'Empire britannique avaient préparé des émissions de timbres. Toutes leurs préparations furent interrompues avec l'abdication d'Édouard VIII, le 11 décembre 1936.
En dehors des projets britanniques conservés dans les archives du General Post Office, toutes les représentations des projets et les timbres déjà imprimés furent détruits, à quelques exceptions.

## L'émission britannique de 1936
Le portrait de profil choisi est une photographie du studio d'Hugh Cecil. Pour la mise en page, les imprimeurs d'Harrison and Sons s'inspirent de la proposition que H.J. Brown, 18 ans, a envoyée aux autorités. Le jeune homme n'est cependant pas officiellement crédité à la colère du père à laquelle le General Post Office ne préféra pas répondre
Finalement, la décoration graphique du timbre est une couronne et la valeur faciale dans les coins supérieurs, et la mention « POSTAGE » en bas. Le projet de Brown, aussi épuré, plaçait néanmoins les mentions usuelles « POSTAGE » et « REVENUE » sur les côtés.
Imprimés sur un papier au filigrane couronne et monogramme « E8R », les timbres sont émis progressivement : le premier septembre pour le demi-penny vert, le trois pence et demi brun et le deux pence et demi blue, et le 14 septembre pour le penny rouge.

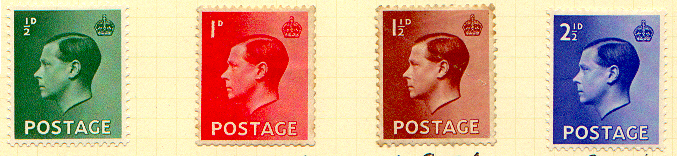
La série britannique complète.

## Agences postales au Maroc
Les timbres britanniques sont surchargés pour être utilisés dans les bureaux de poste britanniques au Maroc (en).
Pour Tanger, la surcharge est le nom seul de la ville. « MORROCO / AGENCIES » et une nouvelle valeur en centimes français ou en céntimos espagnols furent ajoutés selon la zone du bureau.

## Autres projets de timbres

### Royaume-Uni
Dès le début du règne en janvier 1936, le General Post Office britannique préparait trois émissions. D'abord, celle d'usage courant émise en septembre, considérée comme une « émission de l'avènement ». Par la suite, il devait y avoir une « émission du couronnement » pour le 12 mai 1937 et une émission d'usage courant plus durable.
Pour le couronnement, des essais sont préparés à partir de photographies du roi habillé de différents uniformes militaires, comme celles de Bertram Park sur lesquelles Édouard VIII porte les uniformes des Seaforth Highlanders et des Welsh Guards. En mars 1936, le roi accepte l'idée de timbres de grand format représentant des châteaux à côté de son effigie. Mais, l'abdication stoppe tous les efforts de création.

### Australie
Le timbre d'Australie de deux pence rouge utilise une photographie du roi en uniforme, avec pour seul ornement l'ovale entourant la valeur faciale dans le coin inférieur droit et le cartouche « POSTAGE » en bas. L'impression débute en septembre 1936 à l'imprimerie de la Banque du Commonwealth d'Australie. Toutes les opérations sont stoppées à l'annonce de l'abdication.
Malgré la destruction du stock réalisé et du matériel nécessaire à sa réalisation, il existe un coin daté de six timbres du 2 pence rouge entre les mains d'un collectionneur privé au Royaume-Uni. Le gouverneur de Victoria, William Vanneck, 5e baron Huntingfield, visite l'imprimerie et y est invité à signer une des feuilles achevées, le 29 septembre 1936. Au nom des dirigeants de la Commonwealth Bank, l'imprimeur John Ash offre la feuille au gouverneur, en octobre, mais doit la réclamer le 16 décembre suivant. Elle est rendue dès le lendemain, mais avec le coin signé et daté de six timbres en moins que le gouverneur a déjà été envoyé en Angleterre, sans qu'il puisse le récupérer.
Ce bloc a été en possession de Sir William Vestey (1859-1940), premier Baron Vestey. En octobre 2014, un de ses petits-fils, Sir Samuel Vestey, 3e Baron Vestey le met en vente auprès de la maison Spink & Son où il est acquis pour 240 000 livres sterling.
Par la suite, l'acquéreur anonyme a divisé le bloc en trois parties. Un premier timbre isolé est vendu aux enchères chez Phoenix Auctions, à Melbourne en 2015, pour 172 913 dollars australiens ; un second le 26 juin 2017 est proposé aux enchères chez Mossgreen à Melbourne, mais n'y trouve pas acquéreur. Le bloc de quatre avec sa marge datée et signée devait être placé dans une collection publique.

### Canada
Au Canada, la destruction officielle des plaques d'impression et des épreuves des timbres prévus a lieu les 25 et 27 janvier 1937, à l'exception de quelques essais pour les archives. Deux sculptures de plâtre furent sauvées par le graveur de monnaie Emanuel Hahn et un fonctionnaire des postes.
En mars 1936, le Post Office canadien reçoit le profil photographique que le nouveau roi veut voir utiliser. En juin, il obtient celui reçu par la Monnaie royale. La Canadian Banknote Company travaille sur des ornements traditionnels pour accompagner les deux images avec l'aide de l'American Banknote Company de New York. En octobre, le Post Office reçoit un plâtre d'effigie par l'artiste britannique Hugh Paget.
Finalement, le 1er décembre 1936, le projet est accepté par Lord Tweedsmuir, gouverneur général. Deux épreuves sont envoyées à Londres pour obtenir l'accord du roi, mais arrivent après l'abdication. Elles sont immédiatement ramenées au Canada.
La maquette est réutilisée avec un portrait du roi George VI par Bertram Park, ce qui permet une émission le 1er avril 1937.

### Falklands
Pour les îles Falklands, George Roberts interprète en dessin une dizaine de photographies de la faune de l'archipel de l'océan Atlantique Sud, de l'activité humaine sur place et de ses armoiries. Ces illustrations sont encadrées dans un ornement rectangulaire comprenant deux cercles dans les coins supérieurs : une couronne dans celui de droite et le même profil photographié du roi qu'utilisé sur la série émise au Royaume-Uni.
Après l'abdication, les projets sont remaniés par Roberts en remplaçant le profil d'Édouard VIII par celui du roi George VI, la tête de trois-quarts face avec son col d'uniforme visible dans l'ovale qui a remplacé le cercle initial. L'émission a lieu le 3 janvier 1938.